# Gempen
Gempen (im Dialekt: Gämpe) ist eine politische Gemeinde im Bezirk Dorneck des Kantons Solothurn in der Schweiz.

## Bevölkerung
- Ausländeranteil: 13,5 %
- Religion: 39 % römisch-katholisch, ? % reformiert

## Geographie

Luftbild aus 200 m von Walter Mittelholzer (1924)

Die Gemeinde Gempen liegt im nördlichen Zipfel des Kantons Solothurn, der hier in den Kanton Basel-Landschaft ragt. Gempen befindet sich auf dem Gempenplateau auf 676 m ü. M., und rund 80 Meter höher erhebt sich die weitherum sichtbare Schartenfluh, von vielen Gempenstollen genannt, mit dem Gempenturm, einem 28 Meter hohen Aussichtsturm auf 760 m ü. M.
- Fläche: 597 ha, davon entfielen 2014 52 % auf Landwirtschaft, 41 % auf Wald, 7 % auf Siedlungen

Nachbargemeinden Gempens sind, von Norden beginnend: Muttenz BL, Nuglar-St. Pantaleon, Büren, Hochwald, Dornach, Frenkendorf BL, Pratteln BL und Arlesheim BL.

## Wappen
Blasonierung
Auf blauem Untergrund eine zum Schwur erhobene Hand in einem roten Ärmel

## Geschichte
Gempen hat eine lange und bedeutende Geschichte. In zahlreichen Höhlen wurden Werkzeuge aus Stein und Feuersteine sowie Eisen gefunden. Diese reichen zurück in die Bronzezeit und jüngere Eisenzeit (etwa 500 v. Chr.). Auf keltische Siedlungen der Rauriker (500–558 v. Chr.) deuten die Grabhügel, die sogenannten Brandgräber, hin.

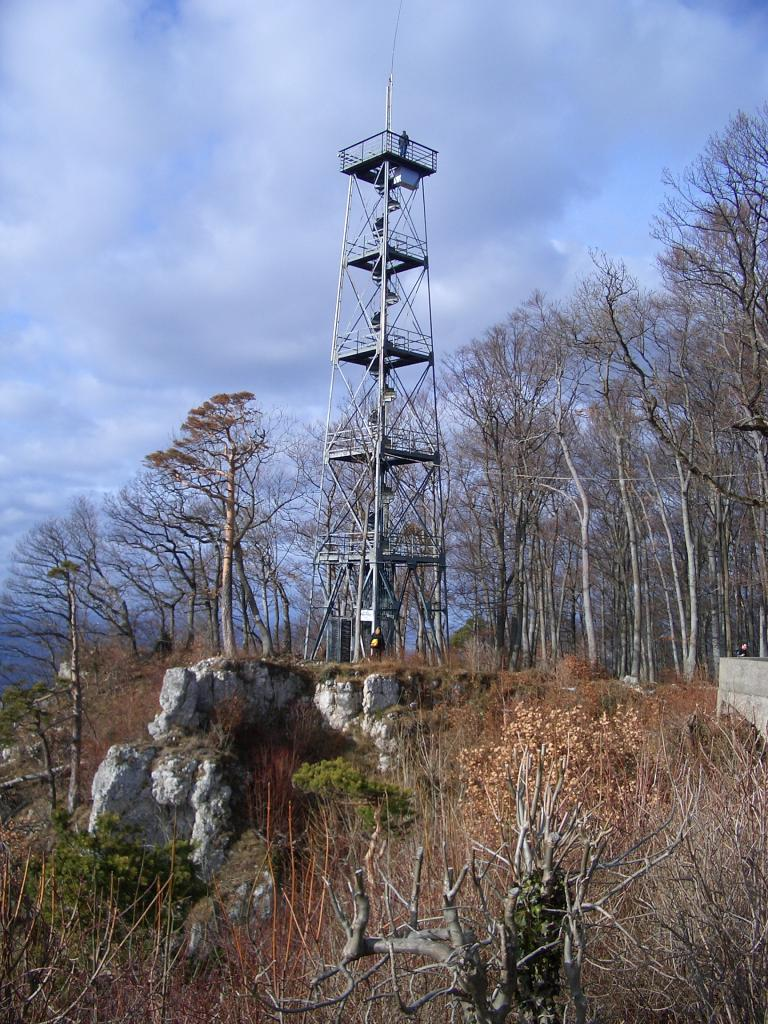
Gempenturm

In römischer Zeit verband eine Passstrasse über das Ramsthal Gempen mit Augusta Raurica (Kaiseraugst). Die Ruine Hilzenstein soll ein römischer Wachturm gewesen sein.
Um 536/537 wurde die nördliche Schweiz in das Frankenreich eingegliedert.  Die Franken führten schliesslich die Grafschaftsverwaltung ein. Der fränkische Augstgau wurde später in Frickgau und Sisgau aufgeteilt, und Gempen kam zum Sisgau. Nach verschiedenen «Handänderungen» kam das Sisgau 1464 zur Stadt Basel. Im Jahre 1485 kaufte Solothurn die erste Hälfte der Herrschaft Dorneck mit dem Dorf Gempen. Während des Schwabenkrieges, in welchem das Dorf durch Dorfbrände stark in Mitleidenschaft gezogen wurde, waren Teile von Gempen noch nicht solothurnisch. 1502 konnte Solothurn von Basel die andere Hälfte mit allen Rechten der hohen Gerichtsbarkeit erwerben (Gemeindewappen).
Spannungen zwischen Basel und Solothurn lösten 1531 beinahe den Galgenkrieg aus. Durch Vermittlung von Bern kam zwischen den beiden Kantonen ein Vertrag zustande, und bis zum Einfall der Franzosen im Jahre 1792 (franz. Revolution) gehörte Gempen zum Bistum Basel.
Im Zweiten Weltkrieg spielte die Gegend um Gempen eine wichtige strategische Rolle innerhalb der Schweiz.
Es gab sogar eine «Division Gempen» der Schweizer Armee. Einige hundert Soldaten waren während des Zweiten Weltkrieges auf dem Gempenplateau stationiert. Auf dem Gempenturm befand sich ein Wach-/Horchposten zur Beobachtung der deutschen und französischen Truppenbewegungen. Auch Luftkämpfe über dem Gempen soll es gegeben haben. So wurde ein amerikanischer Bomber angeschossen, der dann bei Aesch BL notlanden musste.

## Etymologie
"Gempen" geht zurück auf lateinisch campania "Ebene, offenes Gelände". Die ältesten Belege aus dem 13. Jahrhundert lauten Gempenon und Gempennen. Die fränkischen oder alemannischen Siedler haben die abgelegene Anhöhe vermutlich im 8. Jahrhundert erreicht und den Namen von der ansässigen galloromanischen Bevölkerung übernommen. Der Name ist erst nach Abschluss der hochdeutschen Lautverschiebung ins Deutsche übernommen worden, sonst würde er mundartlich "Chämpfe" heissen.

## Verkehr
Von Gempen bestehen gute Strassenverbindungen über Nuglar nach Liestal, über Hochwald nach Seewen und eine kurvenreiche Strasse hinunter nach Dornach, wo sich der nächste Anschluss an die Hochleistungsstrasse H18 (Basel – La Chaux-de-Fonds) befindet. Nebenstrassen führen über die Schönmatt hinunter in die basellandschaftlichen Gemeinden Arlesheim, Muttenz, Pratteln, Frenkendorf und Liestal.
Durch den gut ausgebauten Postautokurs 67, welcher die Strecke von Dornach nach Seewen und zeitweise bis Büren SO bedient, ist das Dorf ausreichend an das Netz des öffentlichen Verkehrs angebunden. Die Linie hält auf dem Gemeindegebiet regulär nur an einer Haltestelle (Gempen, Dorf), es gibt allerdings zwei weitere, nur von einzelnen Kursen bediente Bushaltestellen. Gempen, Sonnhalde vor der gleichnamigen Behinderteninstitution wird nur in den Hauptverkehrszeiten von je einem Bus angefahren. Gempen, Steinacker vor der Dorfeinfahrt wird am Abend von drei Postautos nach Dornach statt Gempen, Dorf angefahren.
- 67 Dornach – Gempen – Hochwald – Seewen SO (– Büren SO)

In Dornach besteht Anschluss an die Linie S 3  der S-Bahn Basel (nach Basel – Liestal – Olten bzw. Laufen – Delsberg – Pruntrut) und in Seewen an die Postautolinien 111 (nach Liestal bzw. Laufen) und 116 (nach Grellingen).
Auf der Bergstrecke von Dornach nach Gempen wurde zwischen 1911 und 1920 ein bekanntes Bergrennen veranstaltet. 2011, zum hundertsten Jubiläum wurde hier wieder ein Bergrennen, diesmal mit historischen Fahrzeugen, ausgetragen. Das Gempen Memorial wurde am 20. September 2014 zum zweiten Mal gestartet.

## Sehenswürdigkeiten
- Kirche St. Blasius von 1788. Innenrenovation 1965–1967. Alte Ausstattung entfernt.
- Aussichtsturm Gempenstollen/Schartenfluh
- Denkmal «Den Siegern von Dornach 1499», zur Erinnerung an die Schlacht bei Dornach des Schwabenkrieges, ausserhalb des Dorfes. Das 1854 erstellte Denkmal stellt einen Baumstrunk dar, an welchem ein Hafersack hängt und hinter ihm eine Hellebarde steckt.

|  |  |  |